# Lendu-Bindi
Pour les articles homonymes, voir Bindi (homonymie).
Les Lendu-Bindi  constituent l'un des sous-groupes ethniques de la famille nilosaharienne du Soudan. Ils sont établis en République démocratique du Congo.